# Giải vô địch cờ vua thế giới 1886

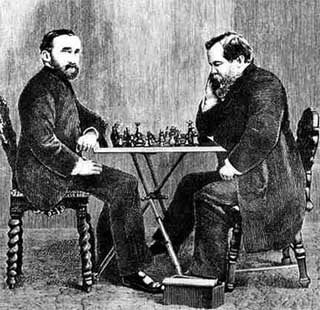
Zukertort và Steinitz, New Orleans 1886 (khắc gỗ)

Giải vô địch cờ vua thế giới năm 1886 là trận đấu tranh ngôi vô địch cờ vua thế giới chính thức đầu tiên, giữa Wilhelm Steinitz và Johannes Zukertort. Trận đấu diễn ra ở Hoa Kỳ, năm ván đầu tiên được chơi ở Thành phố New York, bốn ván tiếp theo được chơi ở St. Louis và mười một ván còn lại ở New Orleans. Người chiến thắng là kỳ thủ đầu tiên đạt được mười ván thắng. Wilhelm Steinitz thắng trận đấu với tỉ số 10-5, với ván thắng thứ mười của ông là ván thứ hai mươi của trận đấu. Hai người có năm ván hòa.

## Bối cảnh
Trước thời điểm này, có một số trận đấu tranh chức vô địch thế giới không chính thức giữa các kỳ thủ hàng đầu thế giới thời đó, nhưng nói về một Giải vô địch thế giới chính thức đã không xảy ra trước trận đấu năm 1866 giữa Steinitz và Adolf Anderssen. Steinitz đã thắng trận đấu đó (+8−6=0) và mặc dù ông không coi trận này là "Giải vô địch thế giới" vào thời điểm đó, nhưng trong cuộc sống sau này, đôi khi Steinitz tính nhiệm kỳ của mình từ ngày diễn ra trận đấu với Anderssen. Tuy nhiên, hầu hết các nhà sử học hiện nay chấp nhận rằng trận đấu năm 1886 giữa Steinitz và Zukertort mới là trận đấu vô địch thế giới chính thức đầu tiên.
Mặc dù chưa chính thức là một công dân Mỹ, Steinitz muốn lá cờ Hoa Kỳ được đặt bên cạnh ông trong trận đấu. Ông trở thành công dân Hoa Kỳ vào ngày 23 tháng 11 năm 1888, với việc đã cư trú năm năm ở New York và đổi tên của mình từ Wilhelm thành William.
Zukertort đặt cược cho đối thủ của mình tuyên bố là cầu thủ hàng đầu thế giới bằng một số trận thắng giải đấu, đặc biệt là Paris 1878 và London 1883. Steinitz không thi đấu ở Paris. Nhưng tại giải đấu cờ vua London 1883, một giải đấu danh tiếng gồm 14 người, thi đấu vòng tròn hai lượt, Zukertort là người chiến thắng thuyết phục với điểm số 22/26, vượt trên Steinitz (19/26). Xếp sau họ là Joseph Henry Blackburne (16½/22) và Mikhail Chigorin (16/22). Trong nhiều khía cạnh, sự kiện này giống như một Giải đấu Ứng viên thời hiện đại, trong đó có sự tham gia của hầu hết các kỳ thủ hàng đầu thế giới và hai người đứng đầu đã củng cố danh tiếng của họ như là ứng cử viên cho danh hiệu thế giới.

## Sự chuẩn bị
Năm tiếp theo (1884) Paul Morphy qua đời và cuối cùng, không có gì cản trở một trận đấu vô địch thế giới chính thức đầu tiên giữa hai đối thủ. Vì có sự thù địch giữa họ, sự sắp xếp trận đấu có phần kéo dài và kéo dài gần ba năm. Sự bất đồng về lựa chọn địa điểm đã được giải quyết khi Steinitz cuối cùng đã thuyết phục được Zukertort chấp nhận thi đấu tại Hoa Kỳ, nơi ở mới của ông, thay vì Luân Đôn. Điều này chủ yếu do ban tổ chức Mỹ cung cấp các điều kiện tốt hơn cho các kỳ thủ. Zukertort đã được trao số tiền trị giá 750 đô la để thực hiện chuyến đi xuyên Đại Tây Dương, và người chiến thắng trong trận đấu được hứa hẹn một phần tư số tiền thu được từ tổ chức cá cược.
Trận đấu là sử dụng cùng một loại đồng hồ cờ như ba năm trước và giới hạn thời gian được xác định là 30 nước đi trong 2 giờ, tiếp theo là 15 nước đi trong mỗi giờ tiếp theo. Lần đầu tiên trong lịch sử cờ vua, một bảng trình diễn có diện tích khoảng 1 mét vuông đã được dựng lên phía trên tầm mắt người chơi, để khán giả có thể theo dõi trận đấu trong khi ngồi.

## Trận đấu
Trận đấu bắt đầu vào lúc 14 giờ ngày 11 tháng 1 năm 1886, tại Hội trường Học viện Cartiers, số 80, Đại lộ số 5, Thành phố New York. Sau năm ván đầu tiên, địa điểm thi đấu chuyển sang St. Louis với bốn ván nữa. Với kết quả trận đấu vẫn ở thế cân bằng (4-4, một ván hòa), các ván đấu cuối cùng được tổ chức ở New Orleans, khi đó Zukertort được cho là chỉ còn chơi cờ bằng mưu mẹo, do mệt mỏi về thể xác và sắp suy sụp tinh thần. Steinitz, mặt khác, dường như bắt đầu chơi mạnh mẽ hơn, với một khả năng chịu đựng tinh thần không giới hạn. Khả năng làm chủ chiến lược của Steinitz nhanh chóng đã nắm quyền kiểm soát trận đấu và ông kết thúc trận đấu với 6 ván thắng thêm, 4 ván hòa và chỉ 1 ván thua. Trận đấu cuối cùng kết thúc vào ngày 29 tháng 3 năm 1886 khi Zukertort nhận thua và chúc mừng Nhà vô địch Thế giới mới.
Sau này nhìn lại, rõ ràng là lối chơi của Zukertort đã quá bốc đồng; ông đã thường xuyên chỉ sử dụng một nửa thời gian so với Steinitz và có khả năng điều này có liên quan đến bệnh tim mà Zukertort có từ thời thơ ấu. Hai năm sau, Zukertort qua đời vì một cơn đau tim.

### Kết quả
Người thắng cuộc là người có 10 ván thắng trước, không tính các ván hòa. Trong trường hợp hòa 9–9, trận đấu được coi như hòa và không ai trở thành nhà vô địch. Steinitz thắng, trở thành nhà vô địch thế giới chính thức đầu tiên.
| Kỳ thủ                              | 1 | 2 | 3 | 4 | 5 | 6 | 7 | 8 | 9 | 10 | 11 | 12 | 13 | 14 | 15 | 16 | 17 | 18 | 19 | 20 | Ván thắng |
| ----------------------------------- | - | - | - | - | - | - | - | - | - | -- | -- | -- | -- | -- | -- | -- | -- | -- | -- | -- | --------- |
| Johannes Zukertort (Vương quốc Anh) | 0 | 1 | 1 | 1 | 1 | 0 | 0 | = | 0 | =  | 0  | 0  | 1  | =  | =  | 0  | =  | 0  | 0  | 0  | 5         |
| William Steinitz (Áo-Hung)          | 1 | 0 | 0 | 0 | 0 | 1 | 1 | = | 1 | =  | 1  | 1  | 0  | =  | =  | 1  | =  | 1  | 1  | 1  | 10        |